# お母さんの煮しめ
『お母さんの煮しめ（おかあさんのにしめ）』は、江川知弘の短編小説・短編集。第17回ノースアジア大学文学賞 奨励賞受賞。幻冬舎グループ主催 第4回 短編小説コンテスト・大賞受賞。第7回絵本出版賞ストーリー部門・奨励賞受賞 『幻冬舎ゴールドライフオンライン』にて連載 (2023-2024年)。2024年に合同会社 MKz square 制作によりFMラジオでドラマ化された。
震災復興途上の熊本を舞台に、ひとりの少女の成長と家族の物語。

## あらすじ
小学生の令菜（れいな）の大好きな食べ物は、お母さんが作る煮しめ。お母さんの作る煮しめは、他の煮しめとは違う。全体的に色が茶色く、決して華やかではない。でも、味が染みていてとっても美味しい。
そんなある日、令菜は好物の煮しめをお弁当に入れて学校に持っていった……だが、煮しめを見た周りの同級生の子たちからは変な目で見られ始め、からかわれてしまう。
その事がきっかけで、令菜は孤独となり、大好きだった煮しめのことが嫌いに。そして、遂には大好きなお母さんとも衝突してしまう……。だが、現実と、お母さんとしっかり向き合い、話し合っていく中で令菜にとって、家族にとって、煮しめというものが特別なものへ、より大好きなものへ変わっていく。

## 解説
幻冬舎ルネッサンス、絵本出版.comなどの出版社審査員から高く評価された本作のストーリーは、アカデミー脚本賞にノミネートされたフランソワ・トリュフォー監督のフランス映画『大人は判ってくれない』(1959年)の影響を強く受けている。またアカデミー脚本賞にノミネートされたノア・バームバック監督の映画『イカとクジラ』(2006年)やボー・バーナム監督の映画『エイス・グレード世界でいちばんクールな私へ』(2019)などの影響も大きい。
また、本作で主人公が現実から逃げ出し、熊本の町を彷徨う中で、熊本地震・被災後の熊本の現状・風景を見ていくシーンは、ヴィクトリオ・デ・シーカ監督のイタリア映画『自転車泥棒』(1948年)で描かれている主人公が盗まれた自転車を探し、イタリアの町を彷徨う中で、第二次世界対戦後の貧困にあえぐ当時のイタリアの現状・風景を見せていくシーンをオマージュとして表現している。
2024年2月に合同会社MKz square主催のラジオドラマ原作シナリオコンテストで大賞を受賞し、同年11月にラジオドラマ化され、千葉県市川市の市川うららFMで放送された。

## 評価
【コメント】
★性別や仕事、結婚など、生き方の多様性が注目され、自分らしい道を選ぶことが尊重されつつある今、それぞれの大切にしたい価値観について考えるきっかけとなるだろう。また、終盤の「自分らしくいればいいのよ」という母の言葉は、読者を温かく包み込むことだろう。自己受容や自己表現の重要性を示唆しながら、他人の言葉に縛られず自分自身を生きる大切さを訴えており、筆力の高さを感じた一作であった。
　　　　　　ー 幻冬舎ルネッサンス 審査員
★熊本城を見て幼心に逃げずに向き合おうと覚悟するシーンが好きで、復興していく力強さと主人公の成長がリンクしていると感じました。また、年齢的にも不安定になりやすい主人公の心の微妙な動きが繊細に描かれており、その心を包み込む母親のあたたかさも感じる作品でした。
　　　　　　ー 幻冬舎ルネッサンス 編集者
★子どものときに誰もが同じような経験をし、困惑したことがあるのではないでしょうか。その乗り越え方をやさしく教えてくれるすてきな作品。道徳の教科書に載ってほしいくらいです。
　　　　　　ー 絵本出版.com 事務局 審査員
★誰からも判ってもらえなくても、それでも判ってくれる人はあなたの側に、意外なところにきっといる。希望はきっとある。
　　　　　　ー KAI-YOU.net 
★登場人物の設定や役割がしっかりと考えられている良いストーリーである。　　　
　　　　　　ー Jディスカヴァー 
★うるっと来るお話でした。才能の有無なんか分からないけれど、希望って大事ですよね。
　　　　　　ー Webpro 
★面白かったです！満足の仕上がり！
　　　　　　ー 遠藤 みえ子（作家) 
★ステキなストーリーに感動しました。
　　　　　　ー 若林 薫 (作家)
★ 集合体の掟ではなく、個体の掟で生きること。この本は、孤独に打ちひしがれる人たちへ、その悲惨の先に成長があると叫ぶ、著者からの激励である。
　　　　　　ー なすお館長（映画研究家）
★それぞれの小さな世界で、自分自身の人生という大きな世界で“好き”に出会えた事は最高の幸せだと思う。
　　　　ー 真田和希 (俳優) 映画『卍リバース』
★人生落ち込んで辛い時もある。わかってはいても自分を受け入れられない時もある。だからこそ本作を読んでほしい！
　　　　　　ー 田中 臣昭 (紙芝居師)
★「味」という感覚を手がかりに、土地と受け継がれてきたその歴史をまでをも描く秀作。まるで煮しめを食べたあとのような読後感が読者をあたためてくれる。
　　　　　ー 本とごはんのフェスティバル
　　　　　　ディレクター永山智幸
★ハンバーグや唐揚げといった、大多数の子供が好む食べ物ではなく、“煮しめが好き”というマイノリティ。そのアイディアに、なるほど、こういうアプローチの仕方があるのか、と思いました。
　　　　　　ー 一般コメント（小説サイトにて）
★ みんなと一緒でなくちゃ、ってことに縛られていた子ども時代ならではの葛藤を思い出しました。煮しめが繋ぐ人間模様にほっこりしました。
　　　　　　ー 一般コメント（Twitterにて)
★多様化する現代社会に悩み苦しむ人達に是非読んで欲しいって思いました。好きな物を好きと言えなくなりつつある世の中だからこそ読むべき！
　　　　　　ー 一般コメント（Twitterにて) 

## 受賞
| 賞                                       | 部門                   | 結果       |
| ---------------------------------------- | ---------------------- | ---------- |
| 第7回絵本出版賞                          | ストーリー部門・奨励賞 | 受賞       |
| 第4回短編小説コンテスト                  | 大賞                   | 受賞       |
| 第2回ラジオドラマ原作 シナリオコンテスト | 大賞                   | 受賞       |
| 第4回SFF                                 | 事務局特別賞           | 受賞       |
| 第4回引きこもり文学大賞                  | 本編部門               | 入賞       |
| 第15回敗者復活文学賞                     |                        | ノミネート |

## 備考
・Amazon新着ランキング【戯曲シナリオ】第3位
・エブリスタトレンドランキング【青春】第44位
・小説サイトノベマランキング【ヒューマンドラマ】第7位